# SLぐんま よこかわ
1. 通常ヘッドマークの「SLぐんま よこかわ」
2. GV-E197牽引列車

SLぐんま よこかわは、東日本旅客鉄道（JR東日本）が信越本線の高崎駅 - 横川駅間で運行している蒸気機関車（SL）牽引による臨時快速列車。2018年（平成30年）10月21日に「SL碓氷」から改称された。
本項では、同じ区間を運行しているGV-E197系牽引用気動車（GV）による「GVぐんま 横川」、2024年（令和6年）まで運行されていた電気機関車（EL）牽引による「ELぐんま よこかわ」、ディーゼル機関車（DL）牽引による「DLぐんま よこかわ」、についても記述する。

## 概要
1999年（平成11年）に「SL碓氷」として運行を開始し、以降ほぼ毎年設定されている。横川駅構内に転車台や機回し線がないため、当初は下り高崎発横川行き列車のみ客扱いを行い、上り横川発高崎行き列車は回送扱いとなっていた。しかし2009年（平成21年）以降は、上り列車についても営業するようになり、EL・DLを使用するものについてそれぞれ「EL碓氷」「DL碓氷」の名称が登場した。
その後2018年（平成30年）には、同じく高崎地区の「SLみなかみ」（現：SLぐんま みなかみ）と合わせてSLの周知を図るため、現名称に改名されている。

## 運行概況
夏休み期間や紅葉シーズンの土休日、ゴールデンウィークなどの連休を中心に1日1往復の運行である。午前の下り列車は高崎駅→横川駅間をELまたはDL牽引で、午後の上り列車は横川駅→高崎駅間でSLで運行する形（プッシュプル運転）が基本である。この運行形態は、横川駅に向かって上り勾配が基調となる下り列車の場合、D51 498牽引での運転は問題が無いが、D51よりも牽引力の低いC61 20では補助機関車との協調が必要となり、運用しづらいことと、高崎駅に向かって下り勾配となる上り列車であれば、SLの負担が小さく、石炭と水の消費量を押さえられる利点がある。
上記が基本であるが、通常と逆に高崎駅→横川駅間をSL牽引とすることもある。また、冬季などにはSLを休ませて、ELとDLだけで運行する場合もある。この場合、往復どちらにELが使用されるのか、あるいは、両端ともにDLとなるのかは日によって異なるため、事前に広報されている。
いずれの列車も全車両普通車指定席。

### 停車駅
高崎駅 - 安中駅 - 磯部駅 - 横川駅

## 使用車両
いずれもぐんま車両センター（旧：高崎車両センター高崎支所）の所属。「SL碓氷」「EL碓氷」「DL碓氷」時代を含めた、定期的に使用された車両のみ記載する。
SLおよび客車の使用車両の予定は、約1か月前からJR東日本の公式サイトで発表される。

### 現在の使用車両

#### 蒸気機関車
D51形498号機
- 1988年（昭和63年）に動態復元され、1999年（平成11年）の「SL碓氷」運行開始当初から使用されている[4]。

C61形20号機
- 2011年（平成23年）に動態復元され、以降D51形とともに使用されている[4]。

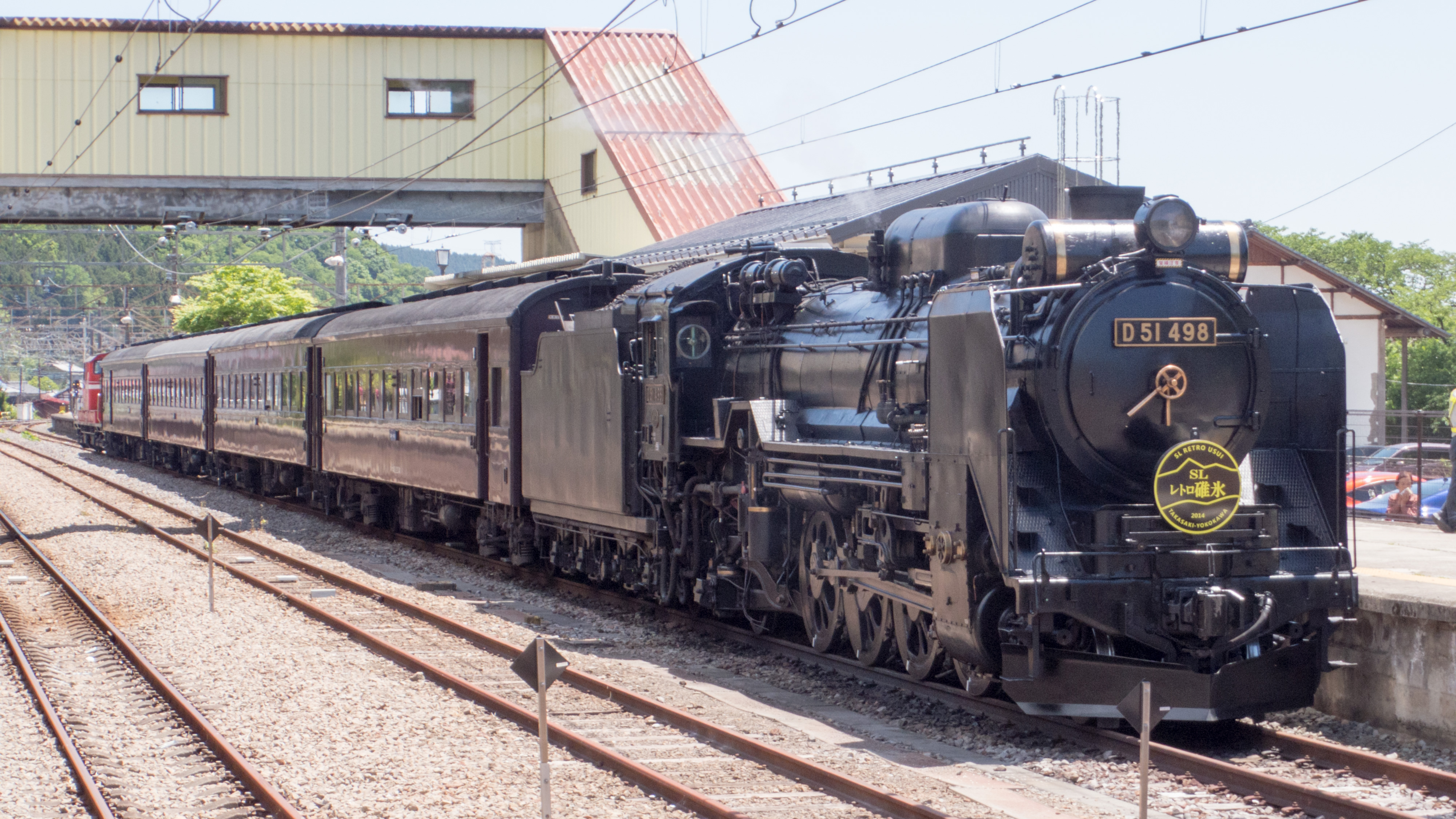
D51 498
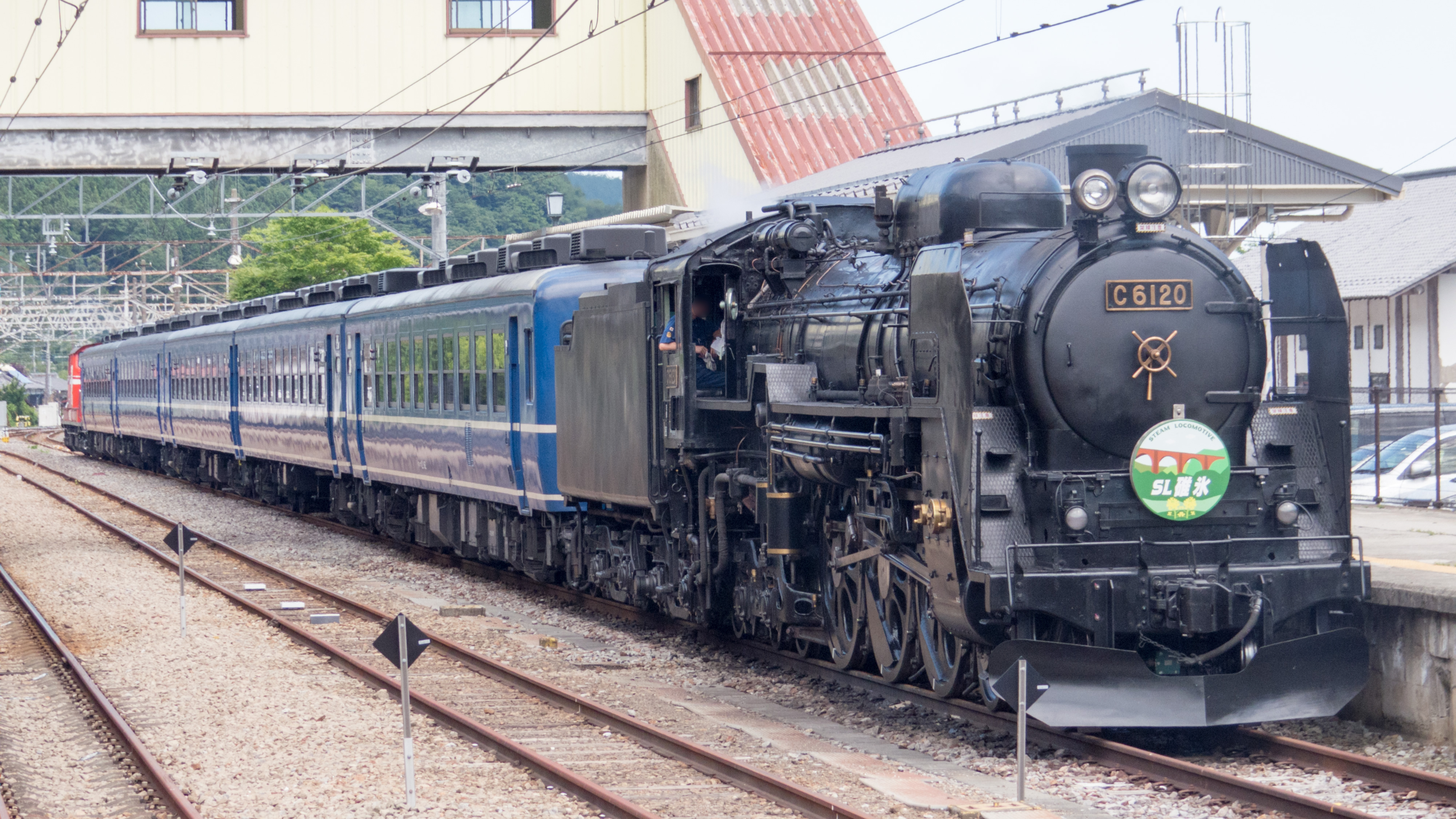
C61 20

#### 気動車
GV-E197系200番台
- 2024年（令和6年）秋に引退した電気機関車およびディーゼル機関車の代替として、2025年（令和7年）7月19日から営業運転を開始した[5][6][7][8]。客車のブレーキ読み替えに対応した200番台（TS08編成）を使用する[4]。

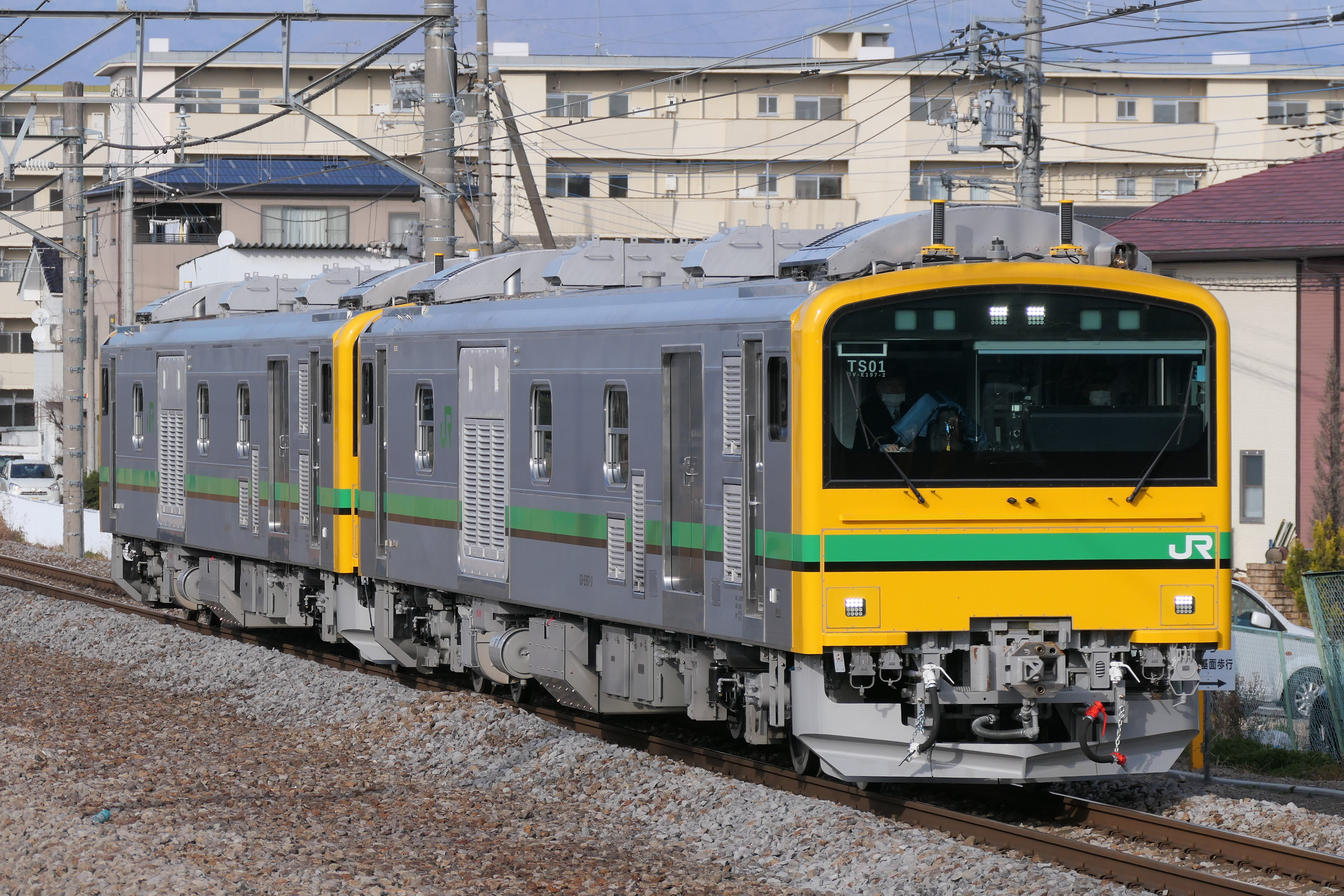
GV-E197系

#### 客車
スハフ32形（2357）
オハニ36形（11）
スハフ42形（2173・2234）
オハ47形（2246・2261・2266）
- いわゆる旧型客車と称されるグループであり、上記7両のうち6両を組成して運行される。この場合、オハ47形は総じて中間に連結され「SL（EL・DL）レトロぐんま横川」の列車名を使用する。非冷房車であるため、夏季の運行は原則として行わない。
- 「SL碓氷」時代には、旧型客車を使用するものについて「SLレトロ碓氷」の列車名を使用していた。
- 2020年（令和2年）にリニューアル改造を施工。このうちスハフ42 2173がラウンジカーに改装され[9]、車内販売やボードゲームの貸し出しなどが行われる。

12系（オハ12 366・367・369、スハフ12 161・162）
- 上記の6両は1995年（平成7年）頃に尾久客車区から転属してきたグループで、いずれも原型車であり、座席車のみでラウンジカーは設けられていない。冷房車であるため、夏季を中心に運行される。
- 同系列は運行開始当初から使用されているが、1993年（平成5年）ごろから使用が増加している。なお、1995年（平成7年）頃に尾久客車区から転属してきた車両が使用開始される前は、原型車ながら座席モケットが赤系の色のものに、化粧板が茶系の色のものにそれぞれ交換された車両が使用されていた。
- オハ12 368は2023年（令和5年）3月30日付で廃車された[10]。

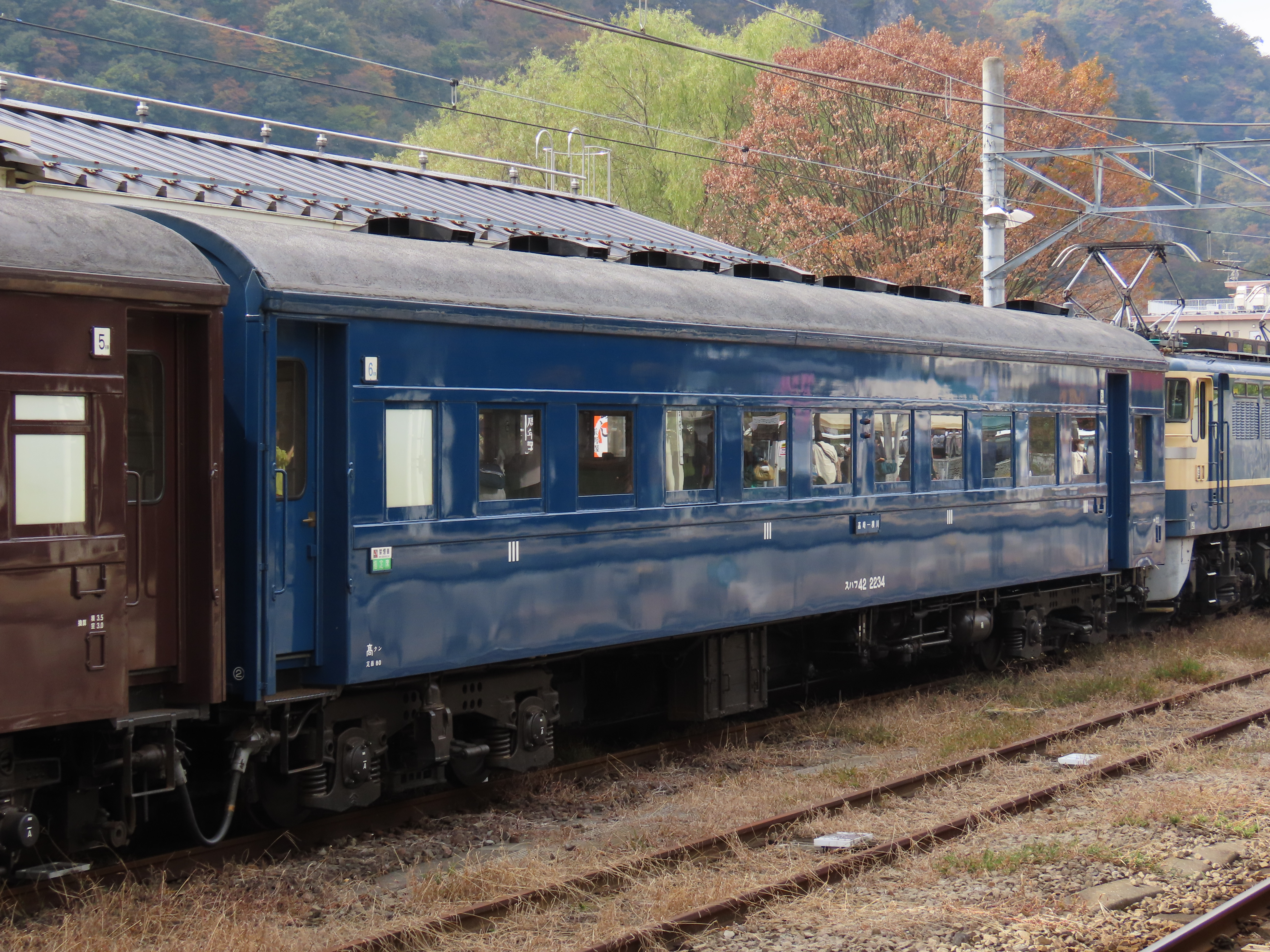
スハフ42 2234
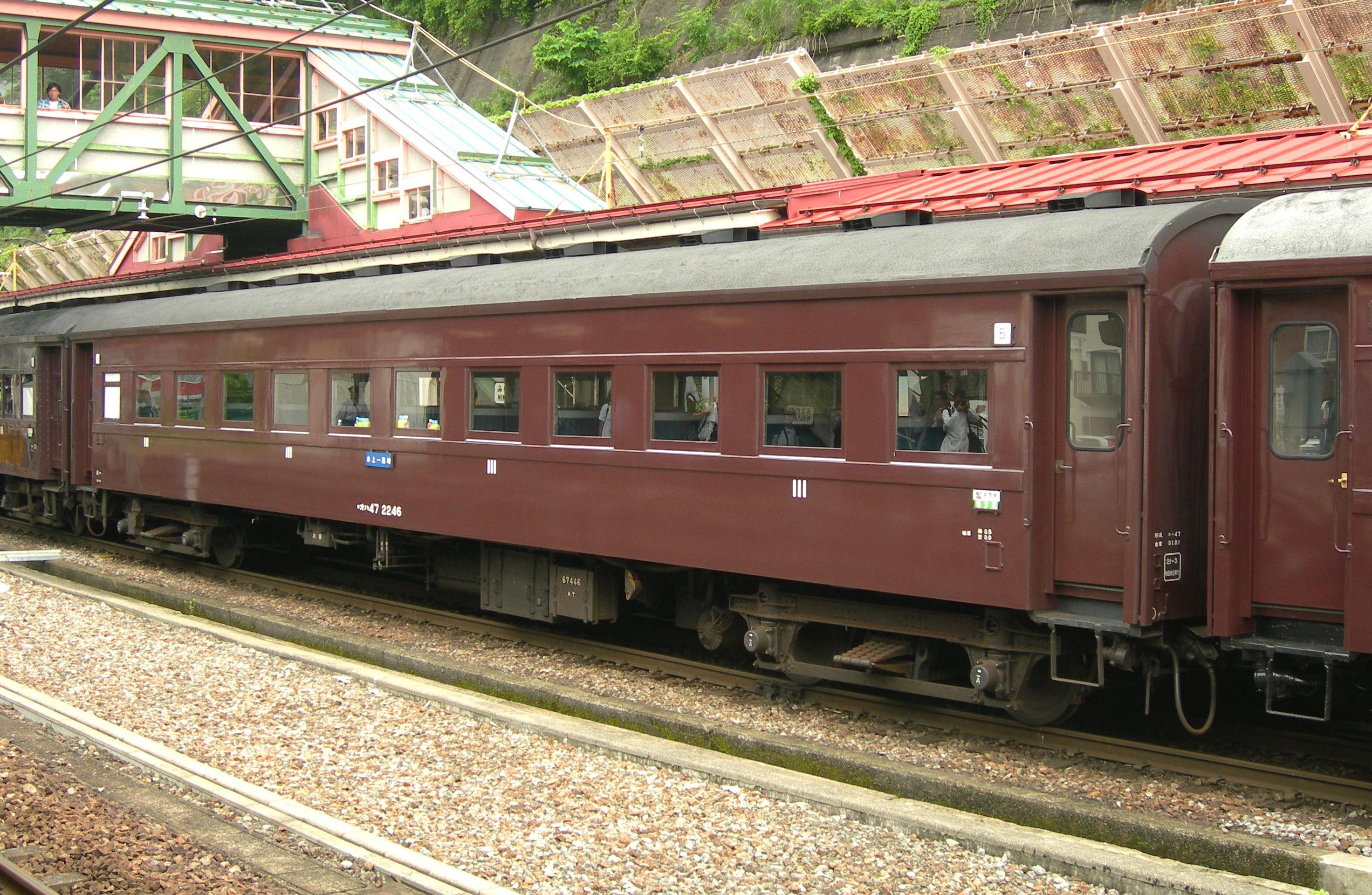
オハ47 2246
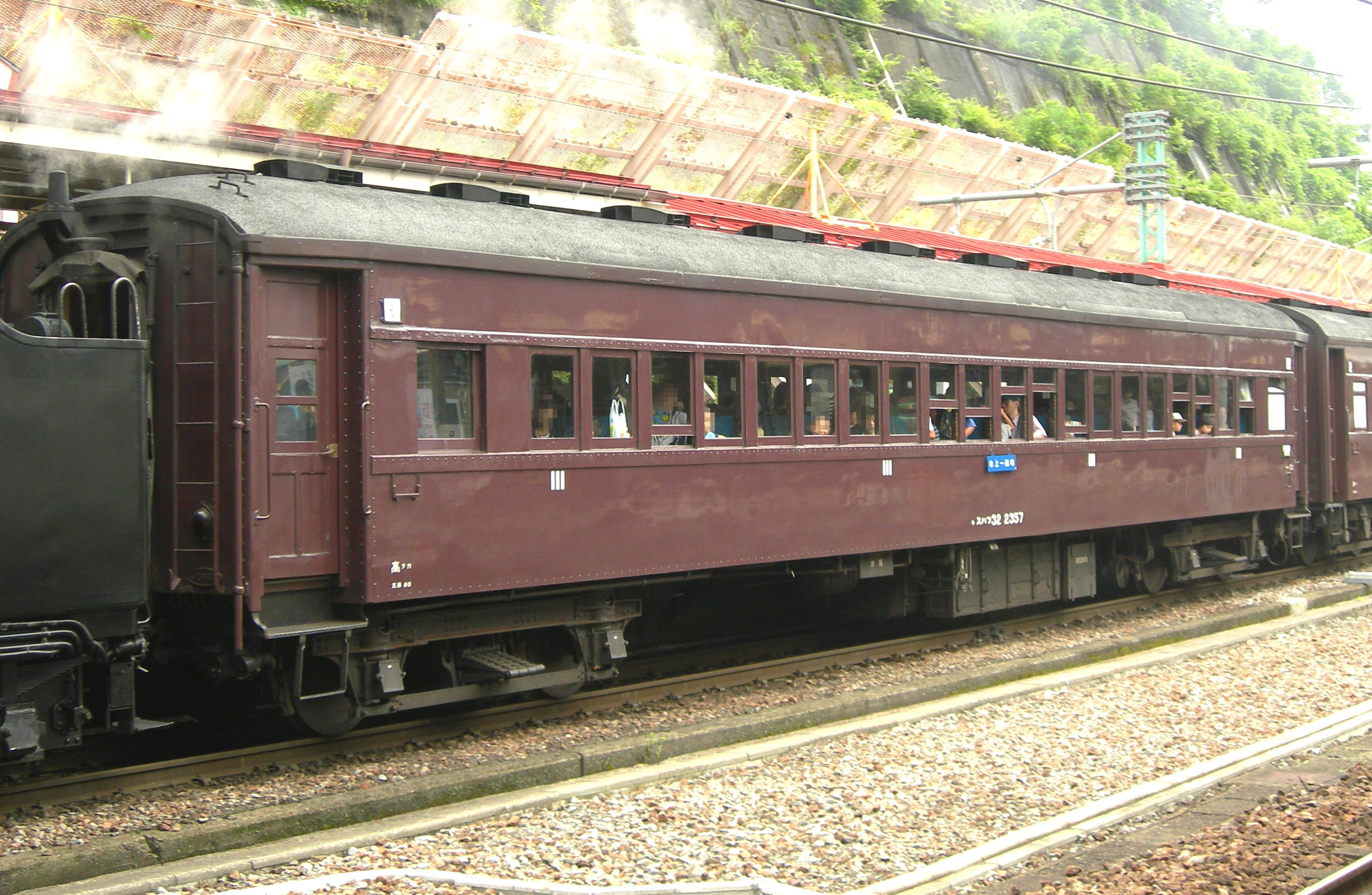
スハフ32 2357
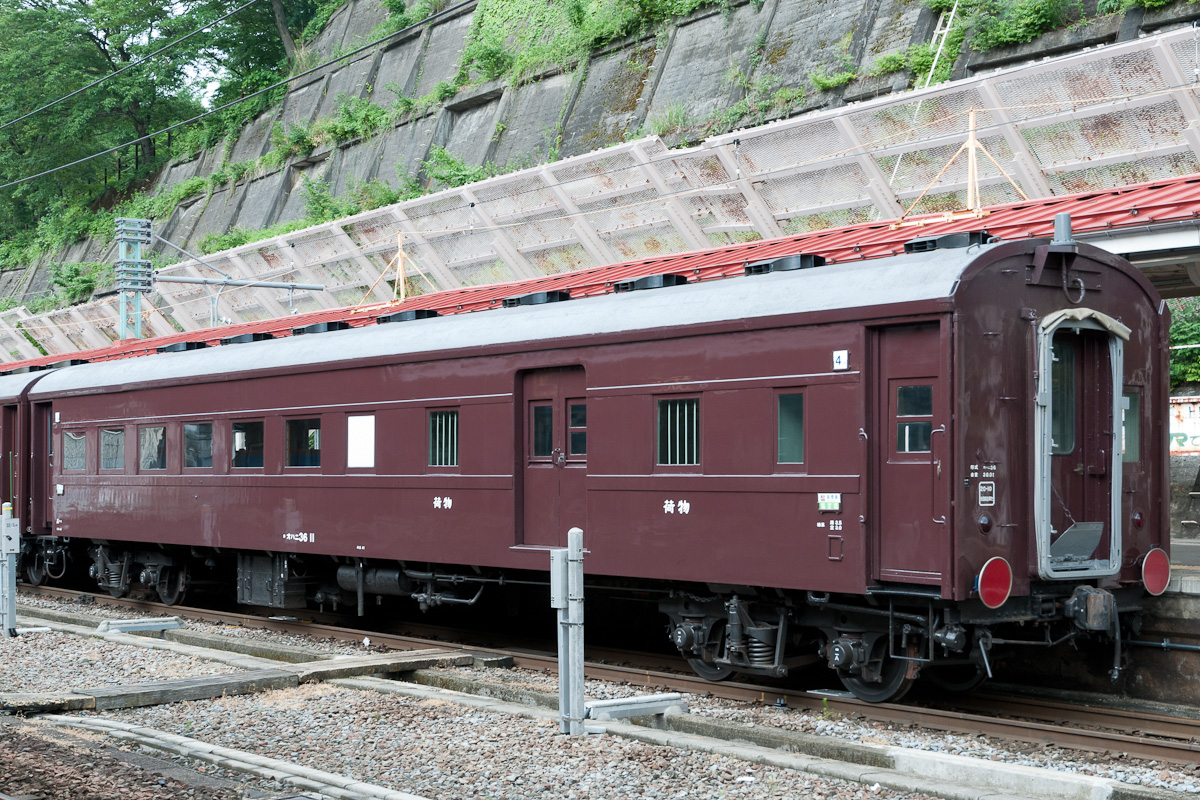
オハニ36 11
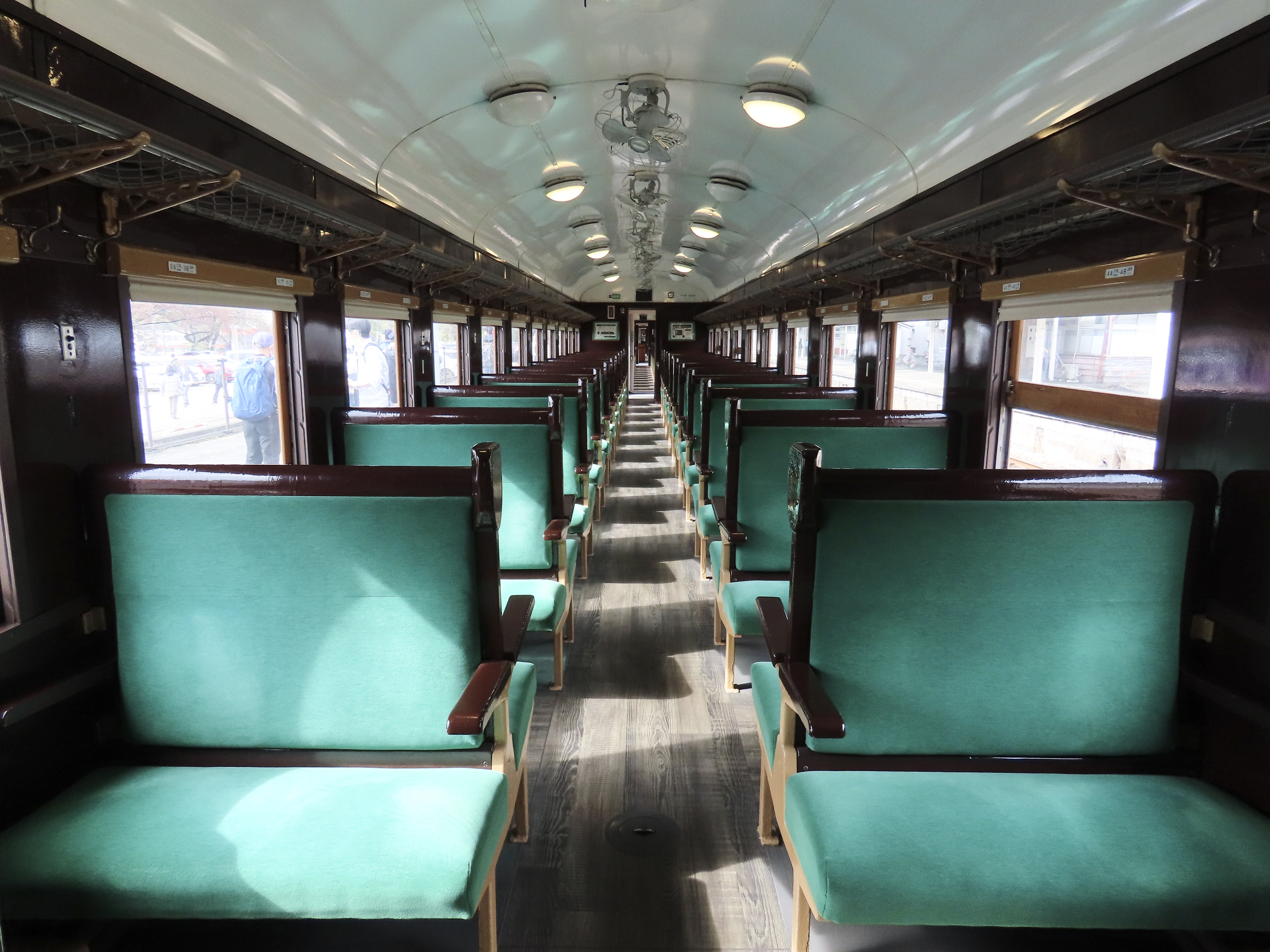
オハ47 2246 車内
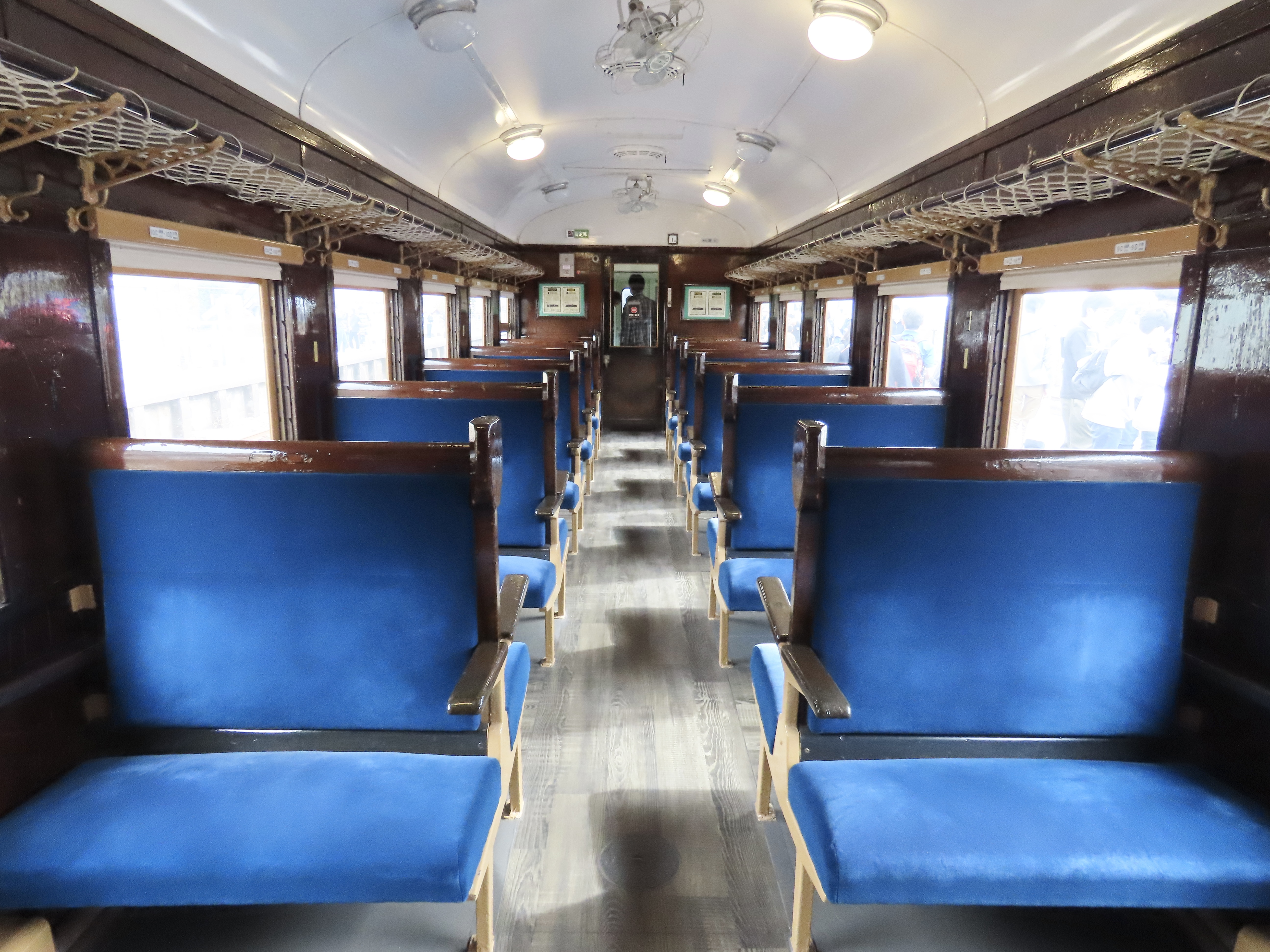
オハニ36 11 車内
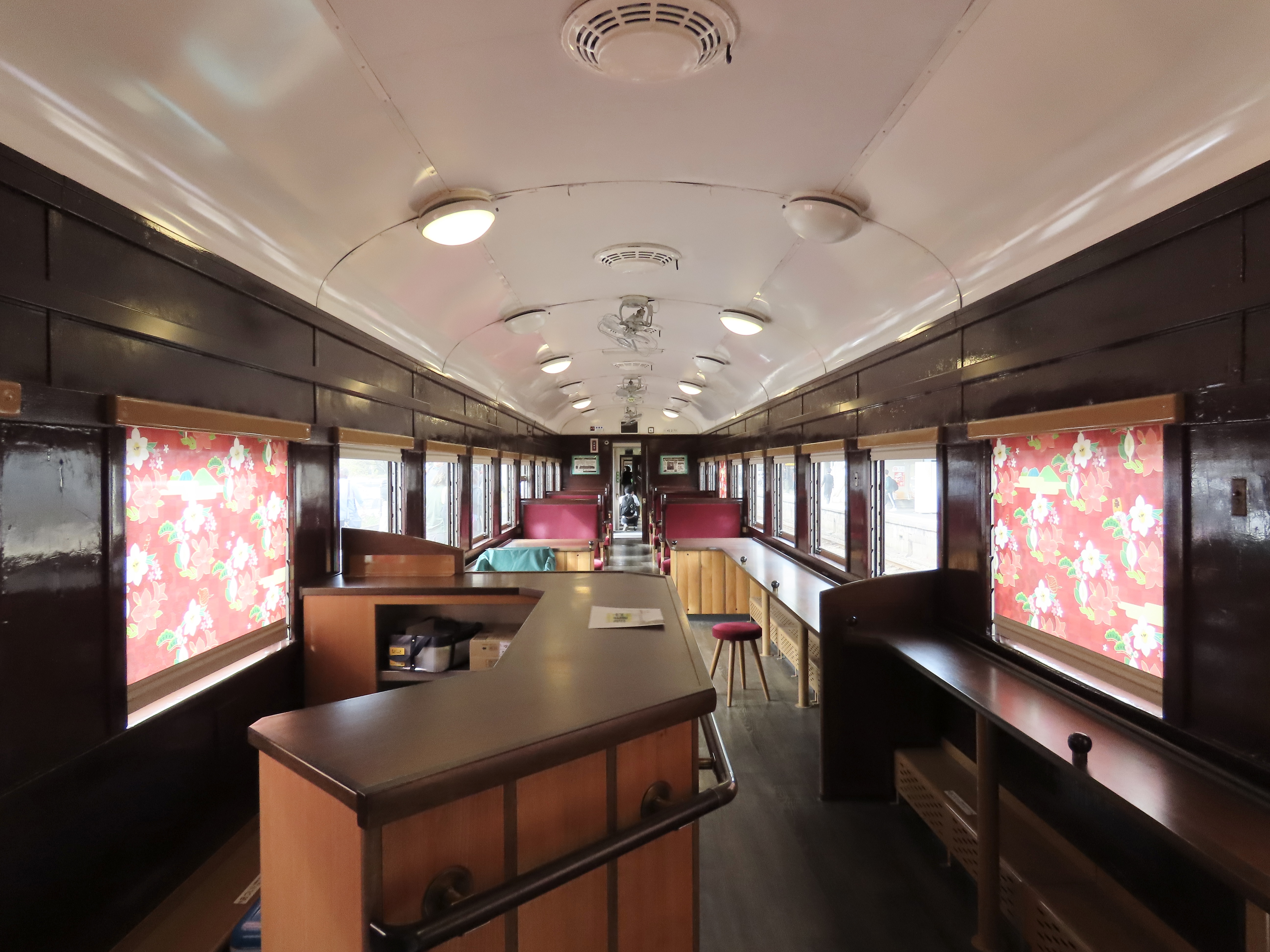
ラウンジカー（スハフ42 2173）車内
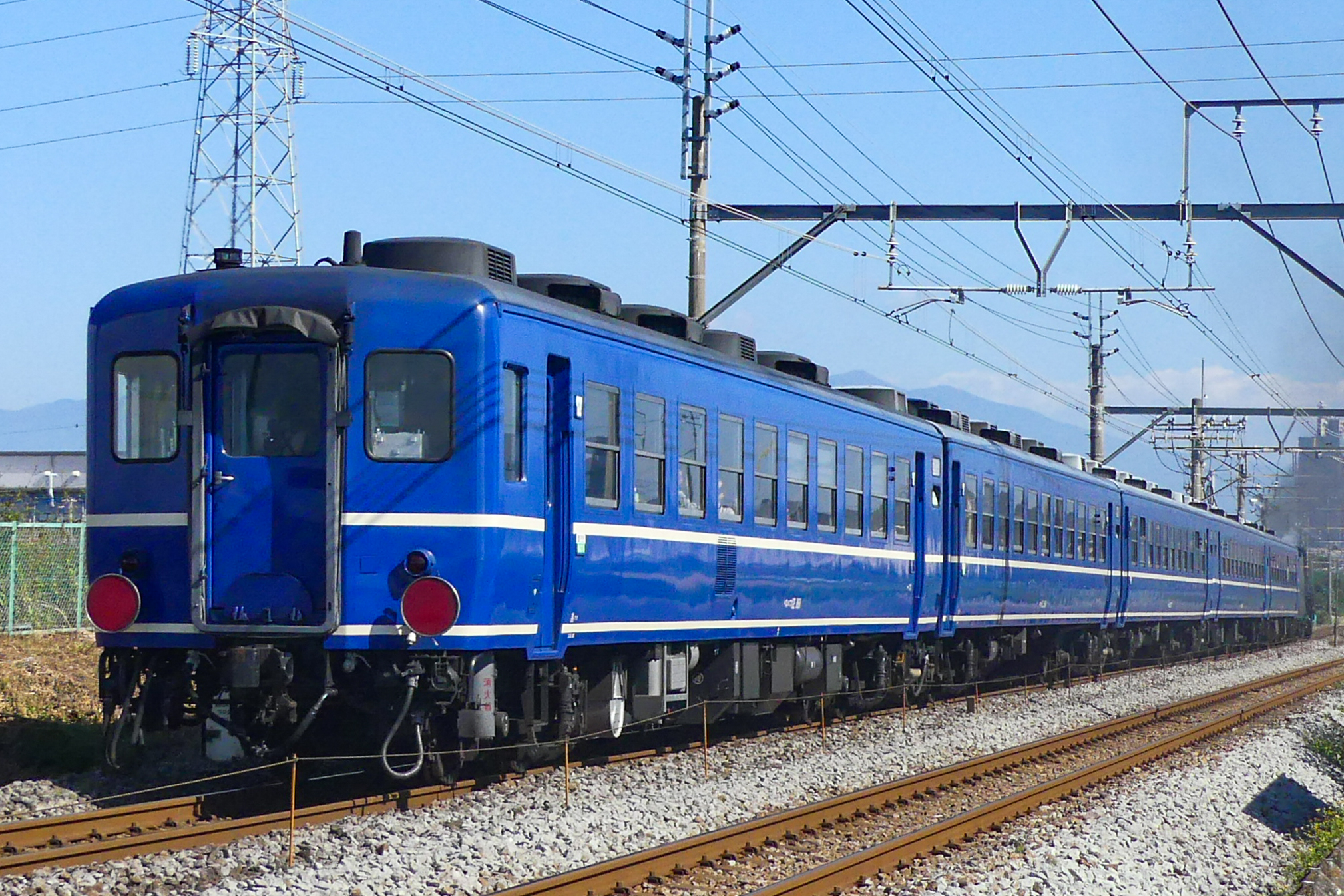
12系

### 過去の使用車両

#### 電気機関車
EF55形（1）
EF60形（19）
EF64形（36・37・38・39・1001・1052・1053）
EF65形（501）
- 2009年（平成21年）の「EL碓氷」運行開始から牽引機として使用されていた。
- EF60 19は2019年（令和元年）7月3日に、EF64 37・1052は2021年（令和3年）11月10日にそれぞれ廃車となった。
- EF64 1001・1053およびEF65 501は2024年（令和6年）11月の運行をもって営業運転から離脱した。
- 2025年（令和7年）8月10日・11日には、故障したD51 498の代走として、新潟車両センター所属のEF64 1031が牽引した[11][12][13]。

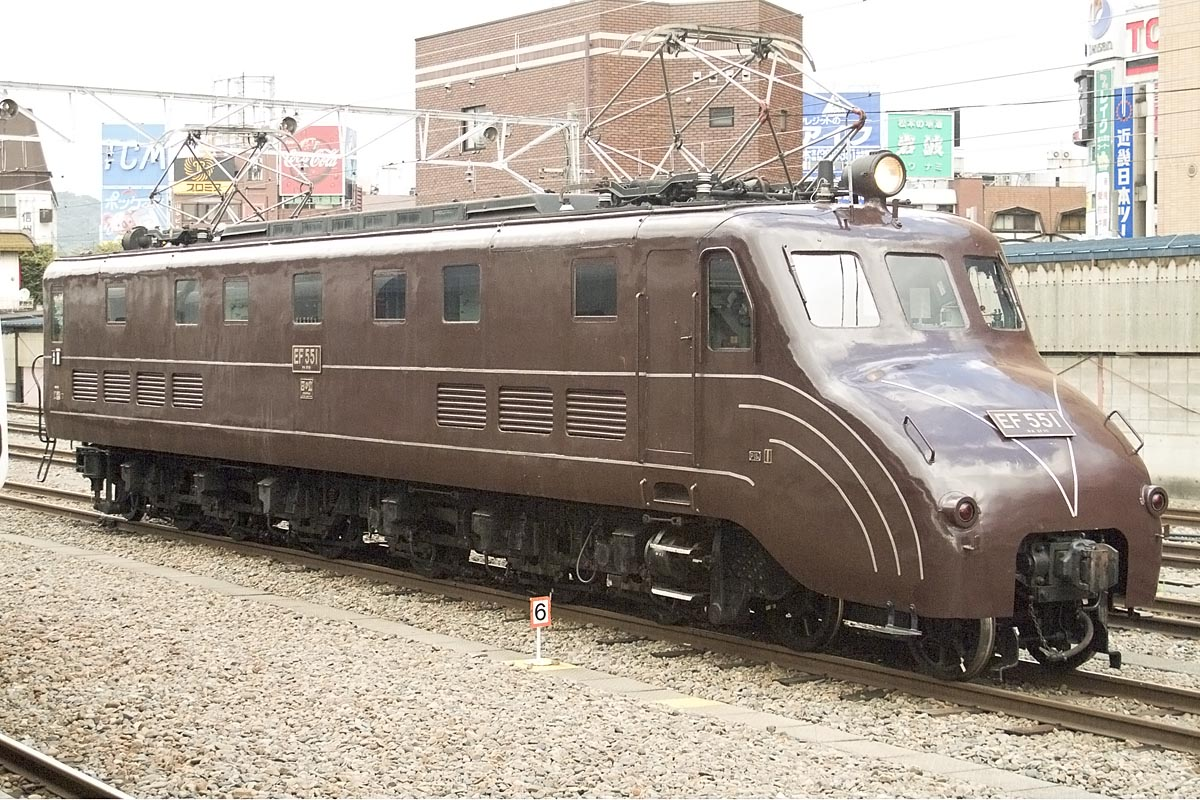
EF55 1
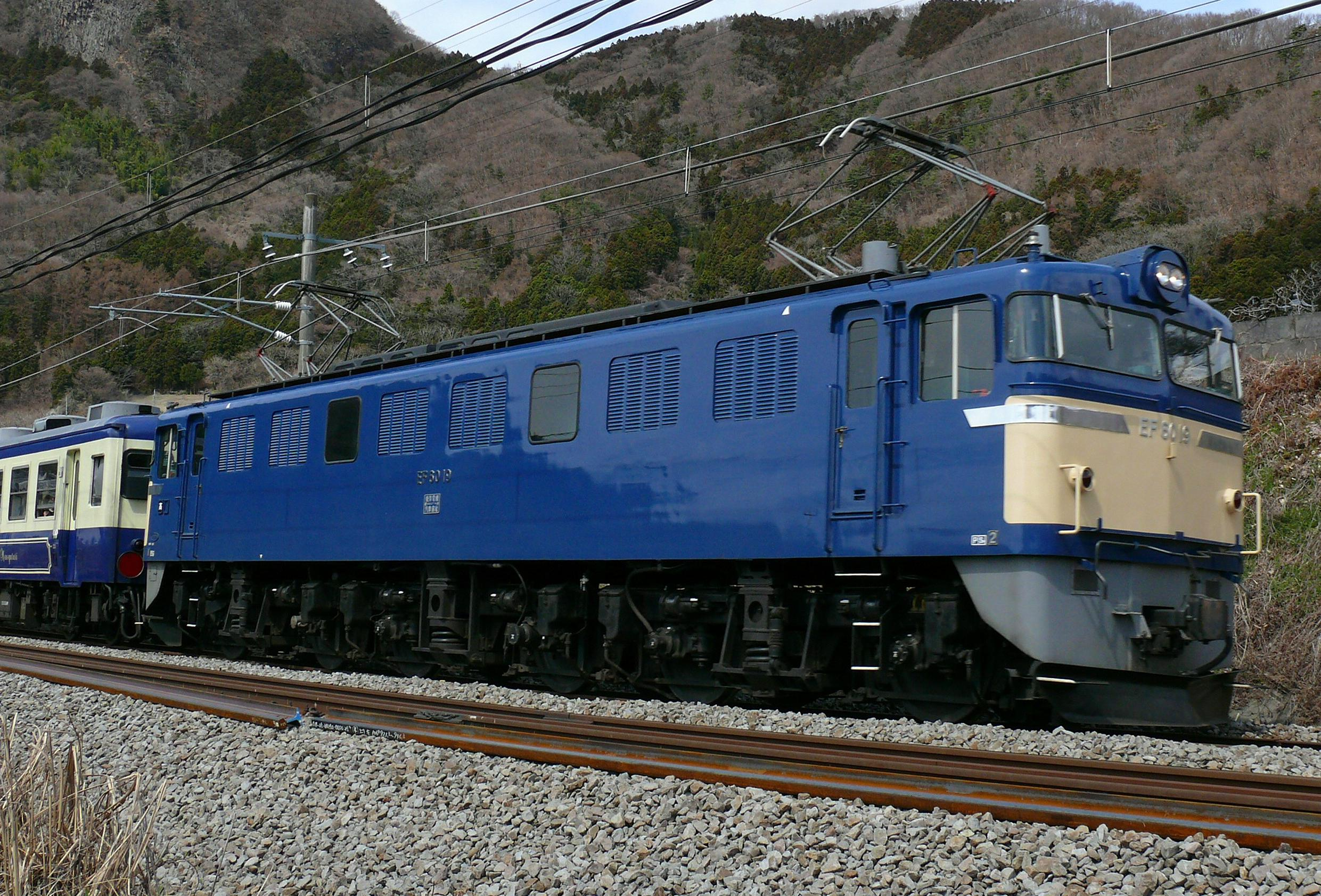
EF60 19
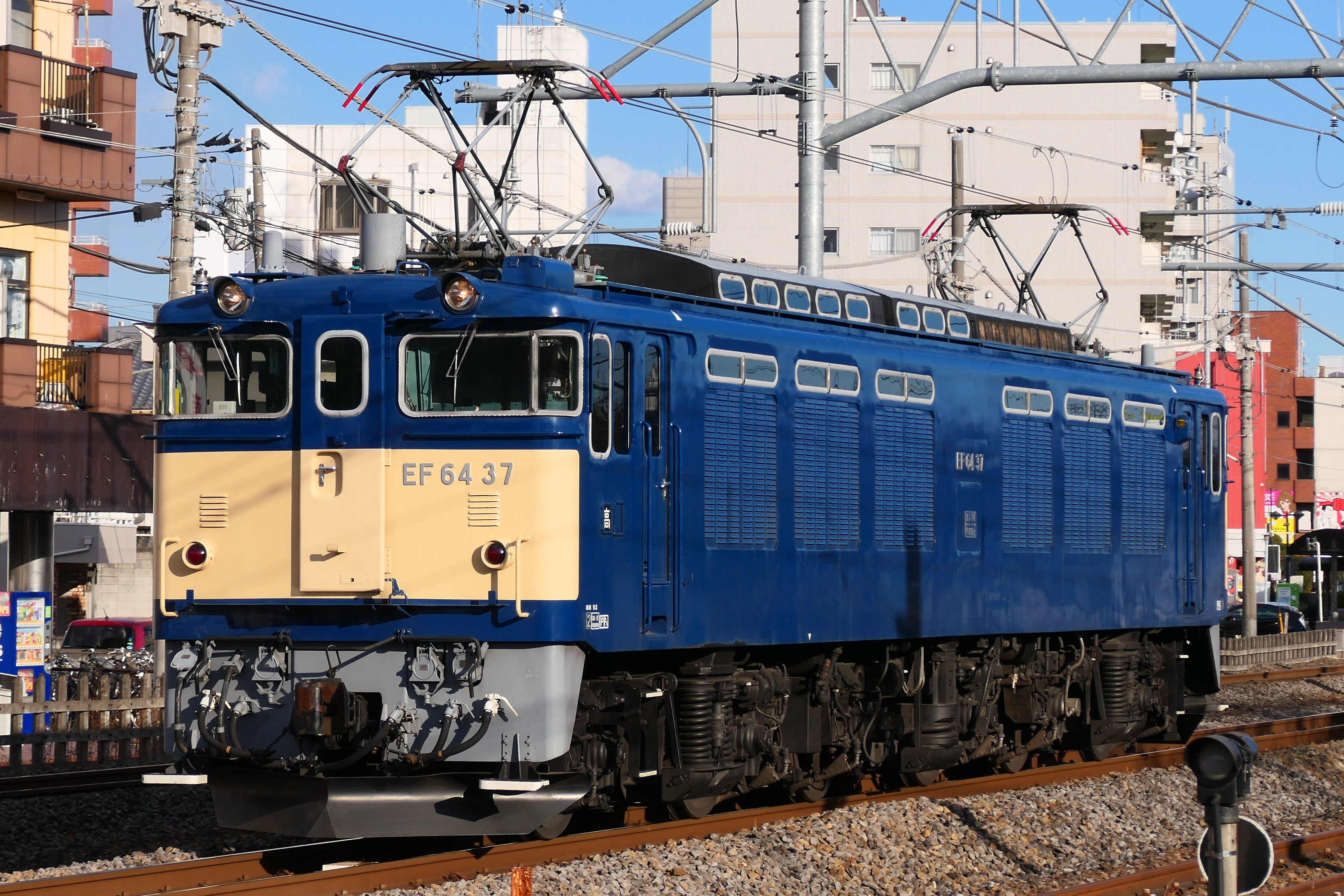
EF64 37
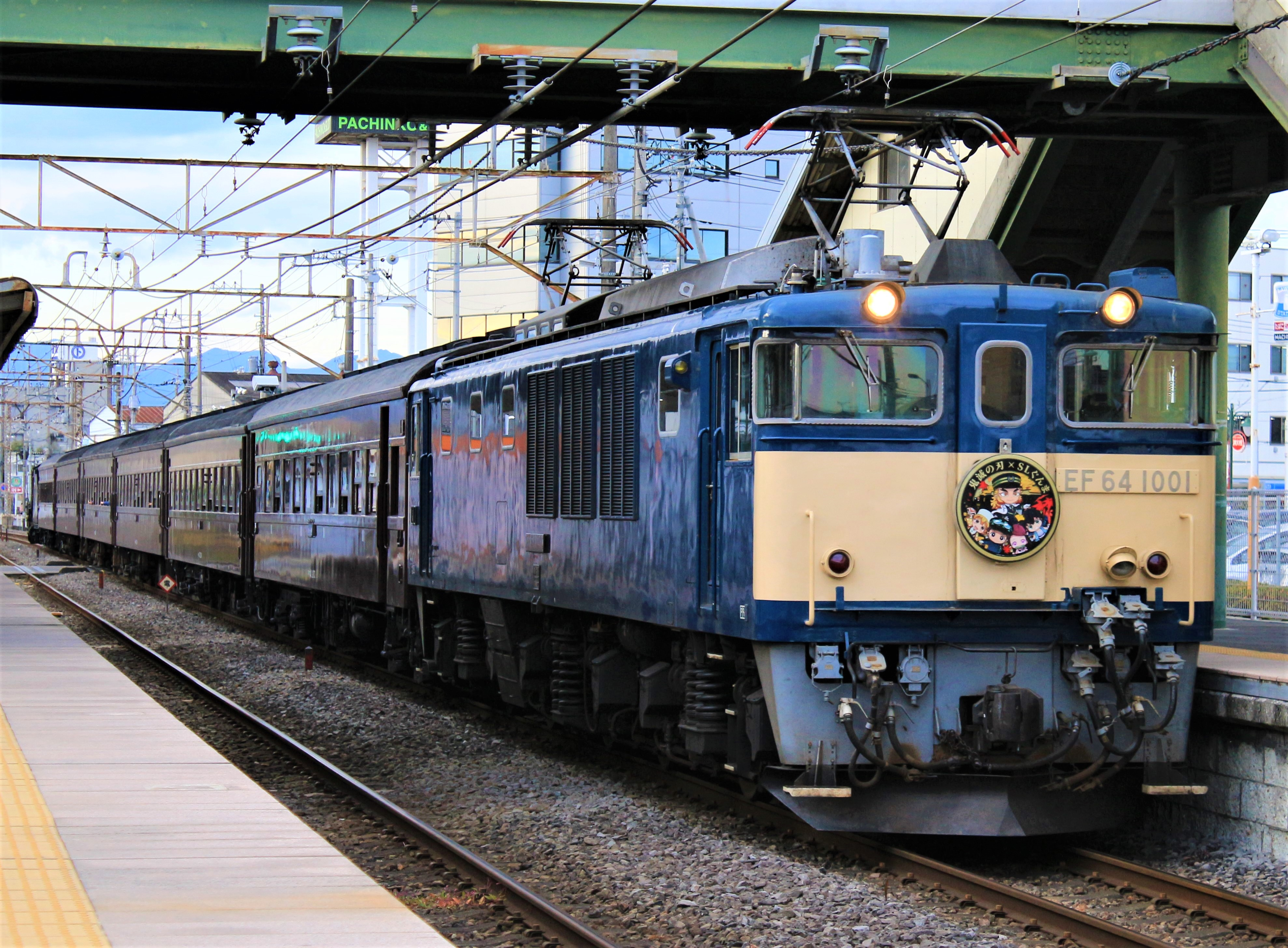
EF64 1001
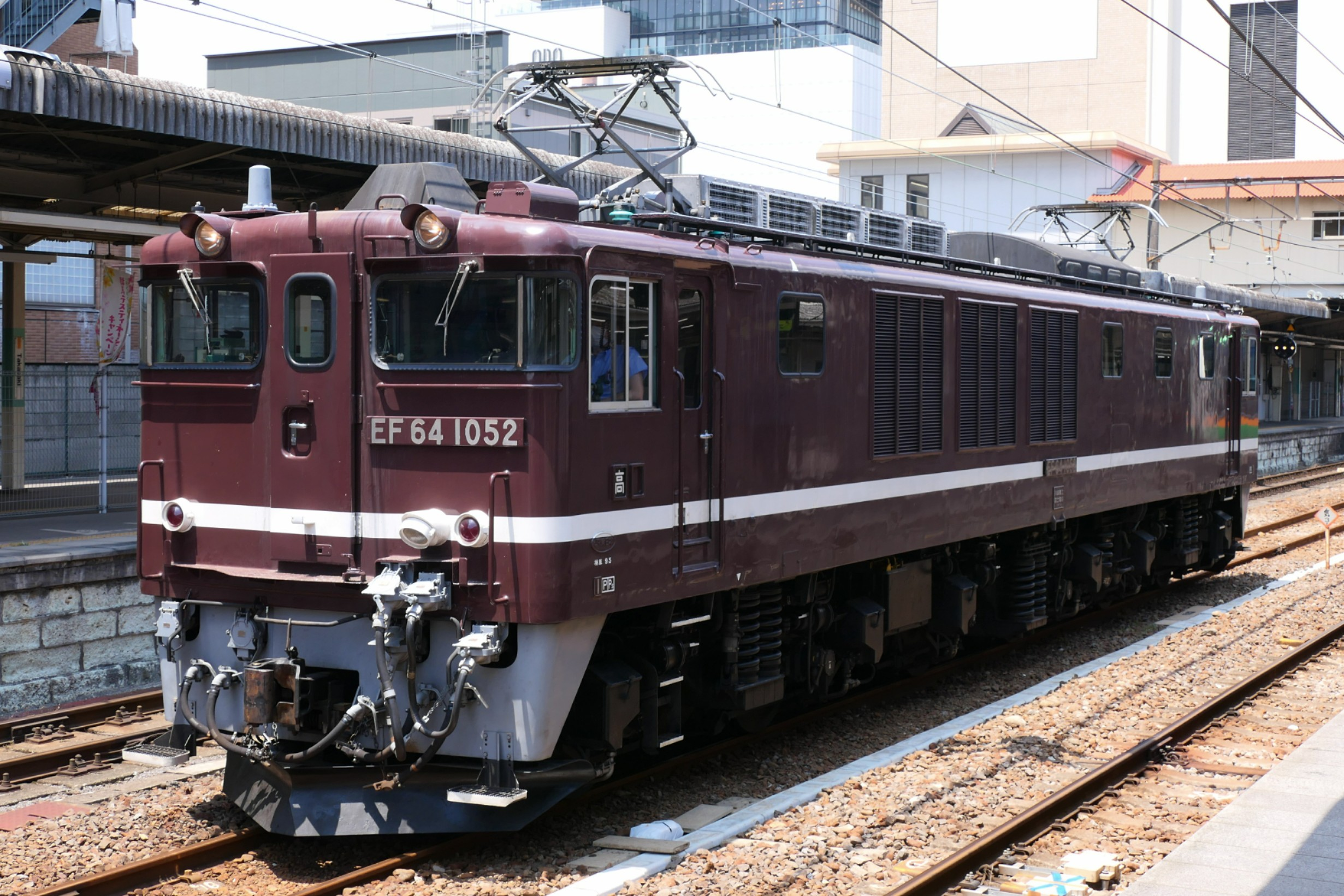
EF64 1052
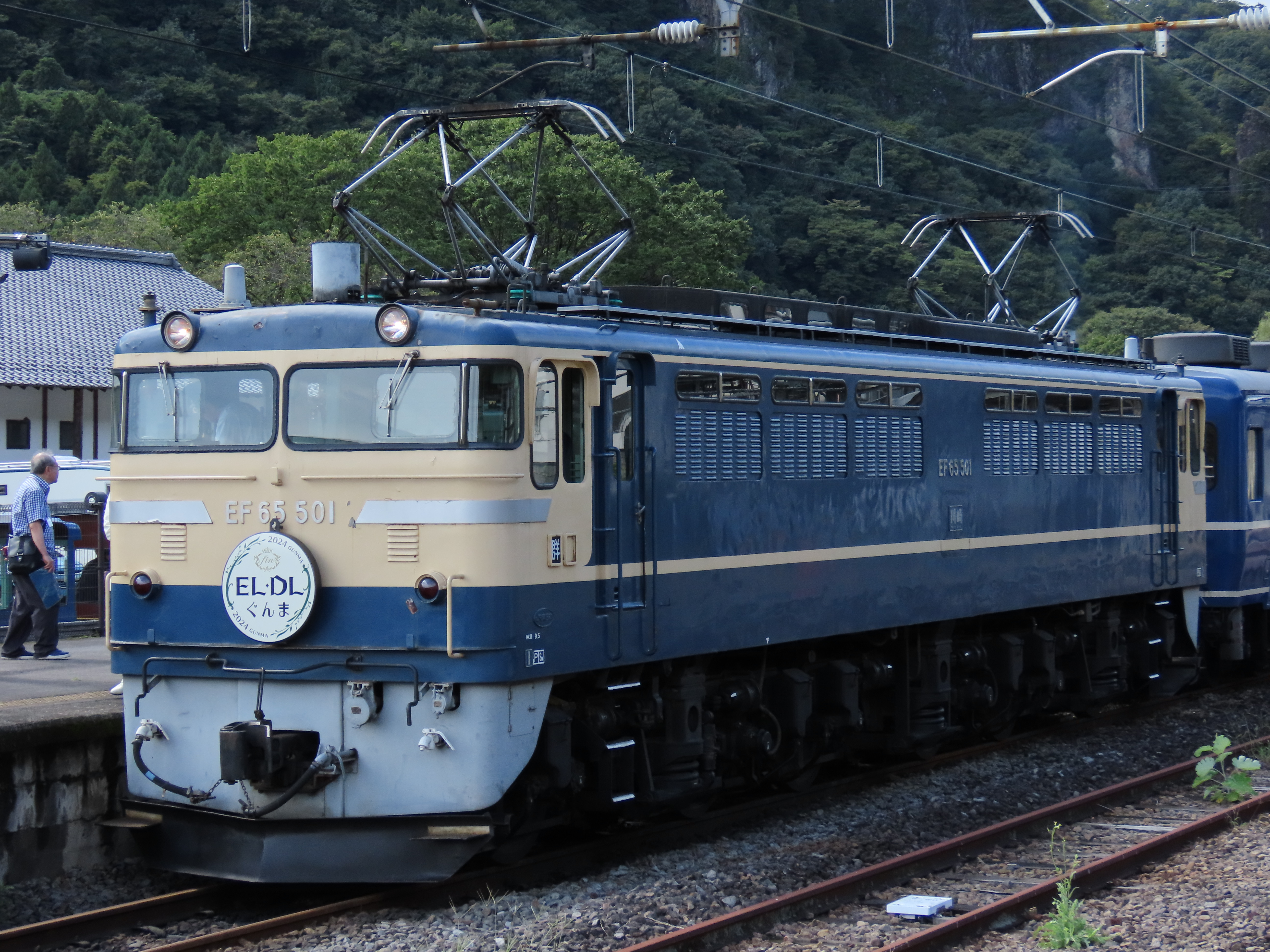
EF65 501

#### ディーゼル機関車
DD51形（842・888・895・897）
- 842号機はお召し牽引機、888・895号機はお召し牽引予備機である。
- 営業使用は2009年（平成21年）の「DL碓氷」運行開始以降であるが、それ以前から横川駅からの回送に使用されていた。
- 888号機は2019年（令和元年）10月31日に、897号機は2019年（令和元年）5月15日にそれぞれ廃車された。
- 842号機・895号機は2024年（令和6年）11月の運行をもって営業運転から離脱した。

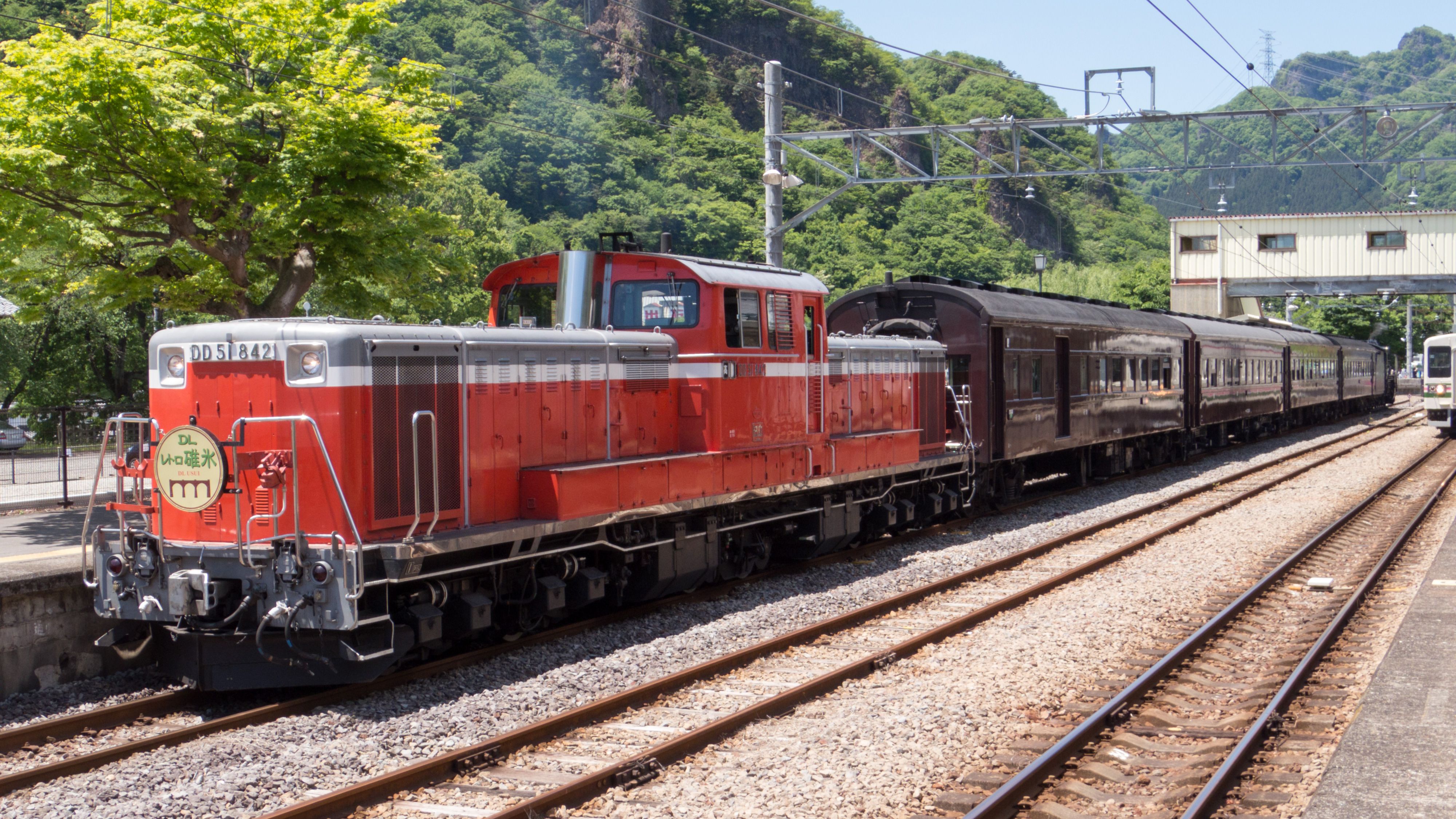
DD51 842
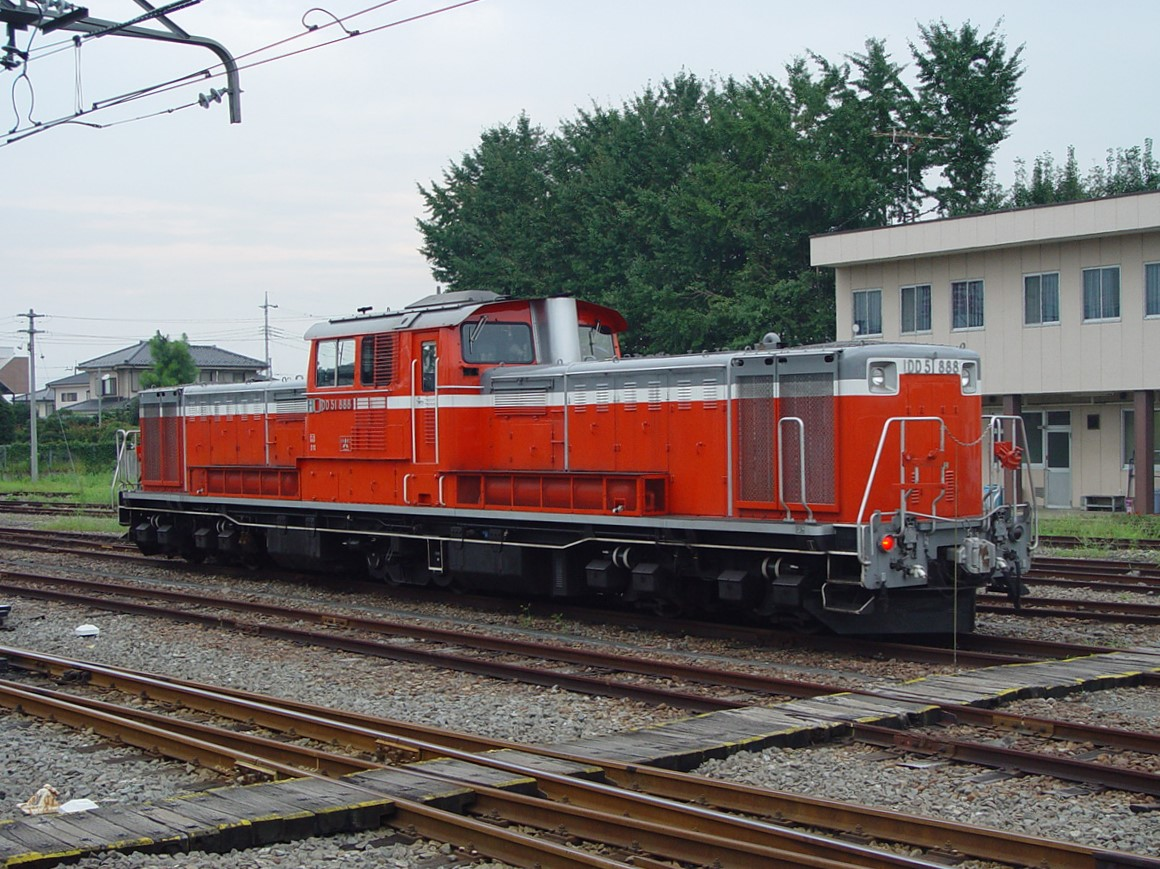
DD51 888
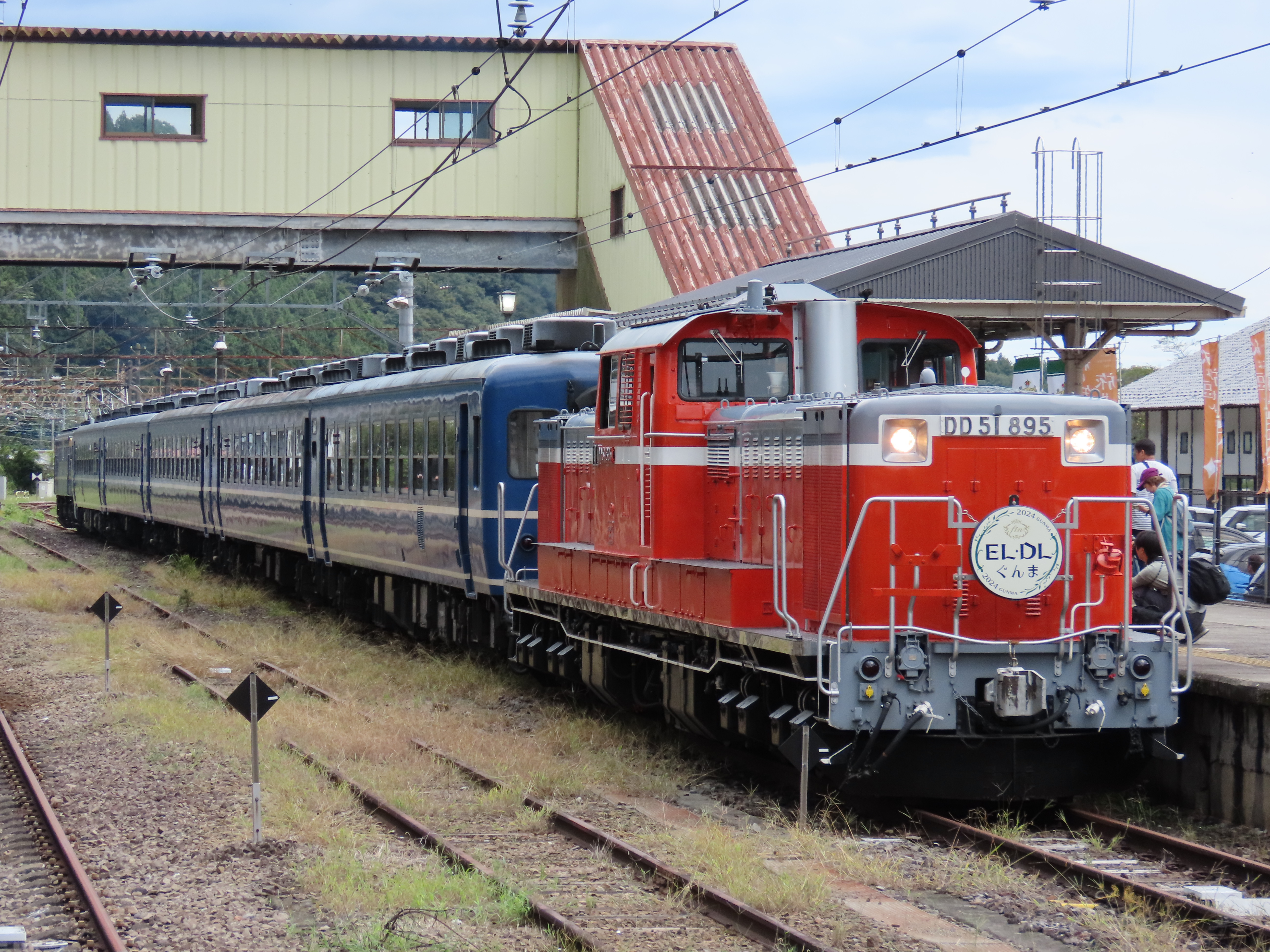
DD51 895

## 派生列車

### 碓氷
上野駅 - 横川駅間を電車で運行する臨時快速列車。「快速」を列車名に含めた「快速碓氷」として設定された年もある。当初は183系で運行されたが、2013年（平成25年）11月の運行からは185系が使用されていた。いずれの列車も全車指定席であった。
2015年（平成27年）11月7日の運行を最後に、以降全く設定されていない。

#### 停車駅
上野駅 - 赤羽駅 - 浦和駅 - 大宮駅 - 上尾駅 - 桶川駅 - 北本駅 - 鴻巣駅 - 熊谷駅 - 深谷駅 - 本庄駅 - 高崎駅 - 安中駅 - 磯部駅 - 横川駅

## 特別運行

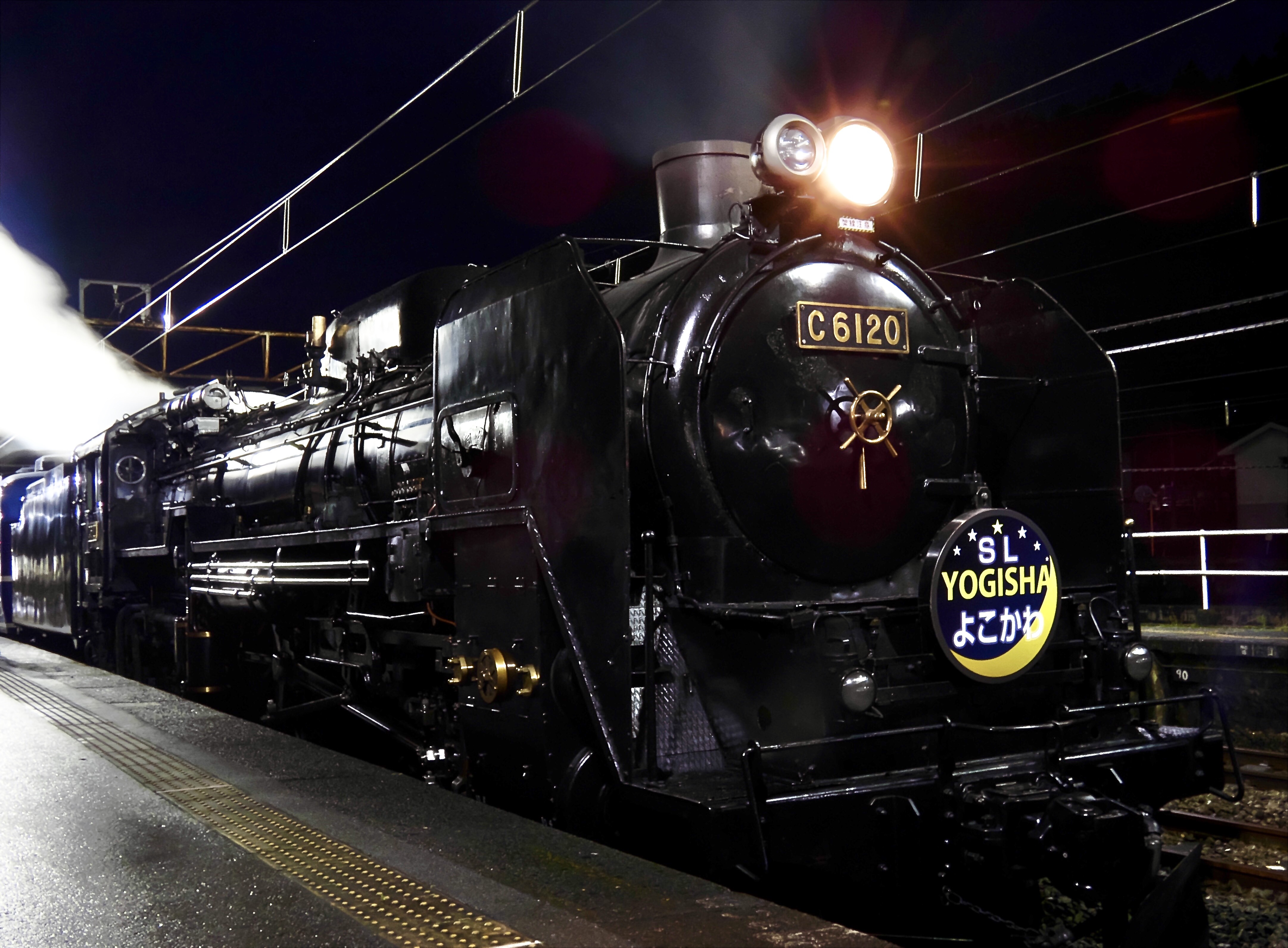
SL YOGISHA よこかわ
（2020年7月26日）

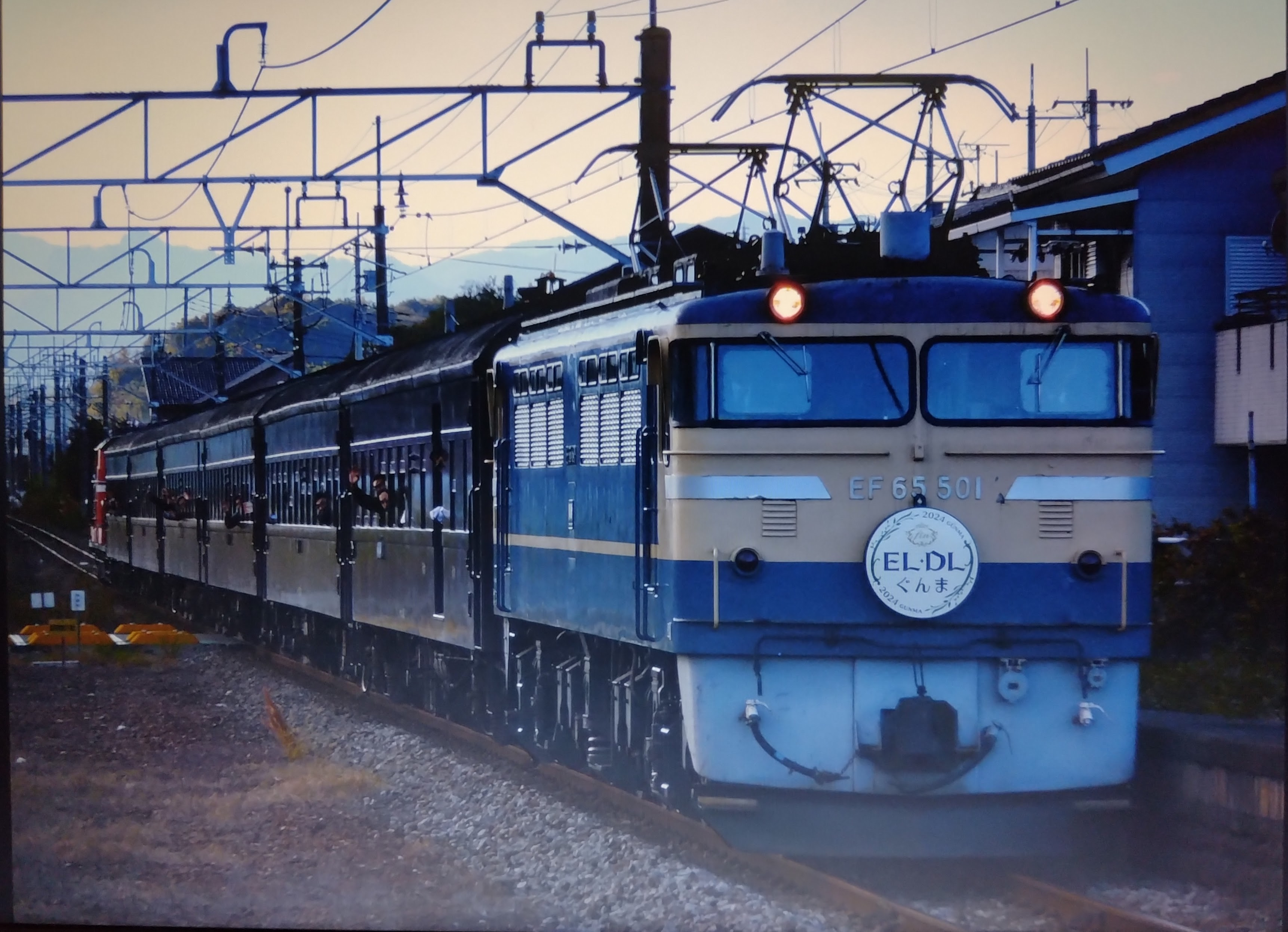
EF65 501牽引の「ELぐんま1fin」
（2024年11月24日）

ダイヤや使用車両を変更するなどして別の列車名で運行された事例を列記する。なお、以下はSLを基準とした列車名とし、それ以外の方を別に表記する。
SLググっとぐんま碓氷
2014年（平成26年）10月5日に運行。「ググっとぐんま観光キャンペーン」に合わせ、D51 498牽引の本列車とC61 20牽引の「SLググっとぐんまみなかみ」が高崎駅を同時発車するイベントとして設定された。
横川駅→高崎駅間は「DLググっとぐんま碓氷」として運行された。
EL&SL碓氷
2014年（平成26年）10月12日に甲府駅 - 横川駅間で運行された。片道5時間以上をかけた長距離運行であった。
甲府駅→横川駅間は高崎駅→横川駅間のみSLで運行。横川駅→甲府駅間は全区間EL牽引で、「EL碓氷」として運行された。
SL群馬県民の日
2014年（平成26年）10月28日（群馬県民の日）に運行。以降は曜日に関係なく、毎年の群馬県民の日に設定されている。
EL・DL牽引列車については「EL群馬県民の日」「DL群馬県民の日」として運行される。
SLぐんまちゃん
2014年（平成26年）11月9日以降不定期に運行。車内ではぐんまちゃんによるおもてなしが行われる。
高崎駅→横川駅は「DLぐんまちゃん」として運行された。
SL碓氷物語
2015年（平成27年）4月12日・4月19日に運行。客車には「SLばんえつ物語」の12系客車が使用された。
高崎駅→横川駅間は「DL碓氷物語」として運行された。
SL世界遺産1周年記念号
2015年（平成27年）6月21日に運行。富岡製糸場の世界文化遺産登録1周年を記念した列車である。
高崎駅→横川駅間は「EL世界遺産1周年記念号」として運行された。
SL YOGISHA よこかわ
2015年（平成27年）5月15日に初めて設定され、以降年に数回ペースで運行されている臨時快速列車。当初の列車名は「SL YOGISHA 碓氷」であったが、「SL碓氷」の改名に合わせて本列車も2018年（平成30年）10月以降は現名称で運行されている。
高崎発18時台（冬季17時台）、横川発20時台（冬季19時台）と「夜汽車」を意識した時間帯に設定される。なおEL・DL牽引列車についても「EL YOGISHA よこかわ」「DL YOGISHA よこかわ」となり、「夜汽車」の部分は変更されない。
SL横川ナイトパーク
2021年（令和3年）5月15日に初回が開催された、碓氷峠鉄道文化むらの夜間営業イベント「横川ナイトパーク」に合わせて運行される臨時快速列車。当該イベントの開始時刻に合わせ、前述「YOGISHA」よりは早いものの通常よりも遅い時間に設定される。
EL・DL牽引列車については「EL横川ナイトパーク」「DL横川ナイトパーク」として運行される。
EL・DLぐんまfin
2024年（令和6年）6月6日にぐんま車両センターに所属する電気機関車のEF64 1001・1053およびEF65 501、ディーゼル機関車のDD51 842・895の計5機について老朽化を理由に引退が発表され、これによる引退を記念して運行された臨時快速列車である。列車名はラストランに向けたカウントダウン方式となっており、編成両端に電気機関車およびディーゼル機関車の双方を牽引機として連結した列車のみ「ELぐんまfin/DLぐんまfin」の列車名で設定されている。このため蒸気機関車を連結した場合は通常の列車名での運行となる。2024年（令和6年）9月から11月までに信越本線では「EL/DLぐんま10fin・8fin・5fin・2fin・1fin」が運行された。
2024年（令和6年）11月24日の「EL/DLぐんま1fin」の運転をもって、運行開始より続いてきた電気機関車とディーゼル機関車の牽引による同列車の運行が終了した。

## その他

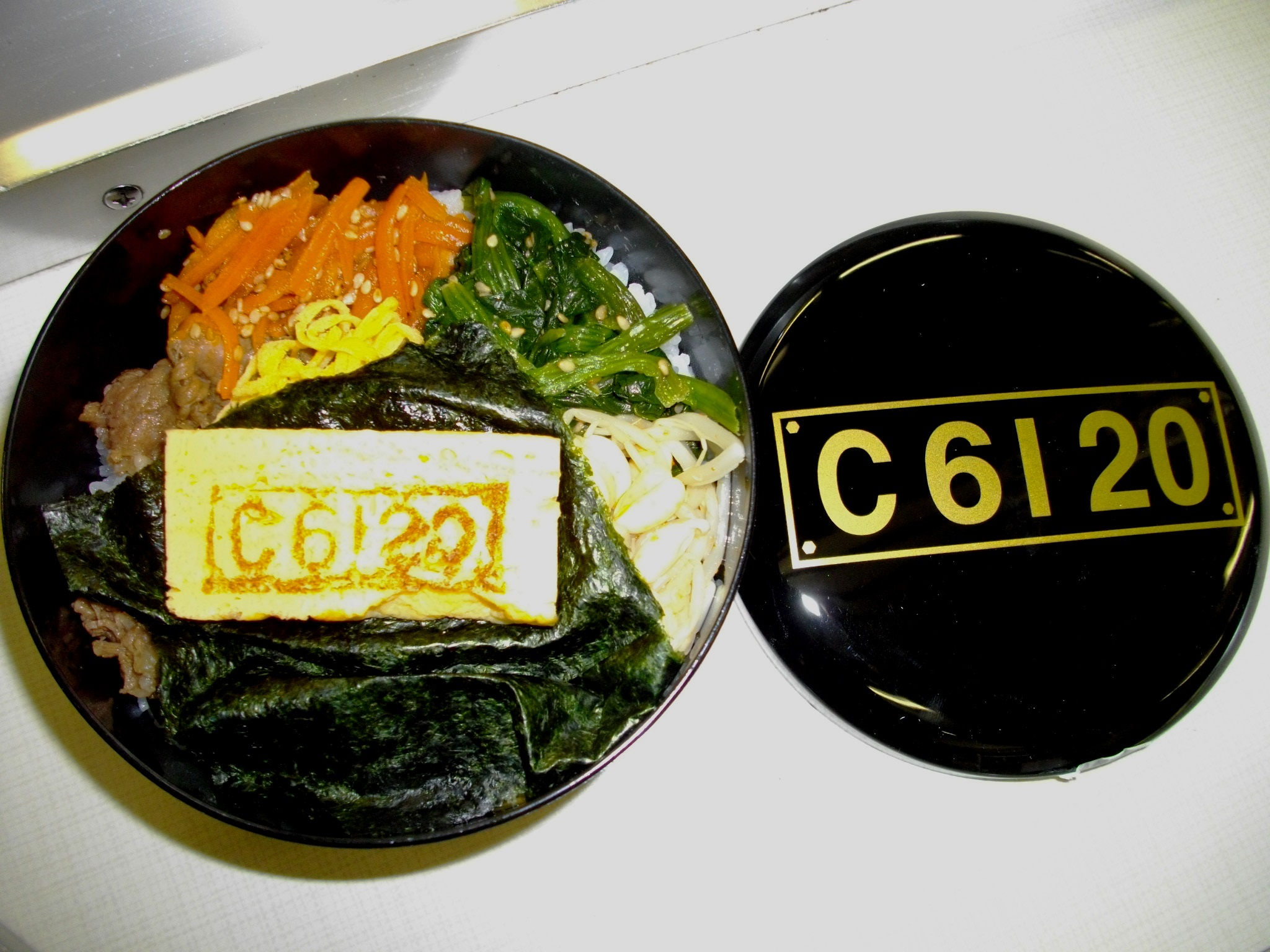
駅弁「SLロクイチ物語」

- 列車を牽引する2台のSLをイメージして考案された「SLロクイチ物語」・「上州D51弁当」という駅弁が販売されている。製造は高崎弁当[41][42]。
- 2014年（平成26年）からの約1年間、JR東日本高崎支社の公式サイトにてD51 498とC61 20を擬人化した「SL兄弟列伝」という漫画が連載されていた。それぞれ出五一郎（でご いちろう）と白井二郎（しらい じろう）という32歳の男性として描かれている[43]。その後各支社のホームページが統合されたため、閲覧不可能となっている。